# 立川熊次郎
立川 熊次郎（たつかわ くまじろう、1878年5月15日 - 1932年1月9日）は、日本の実業家、出版人である。立川文明堂社主。大正時代に爆発的な人気を誇り、その後の日本の剣豪小説・剣戟映画に影響を与えた「立川文庫」の創設者として知られる。

## 人物・来歴

### 創業まで
1878年（明治11年）5月15日、兵庫県揖東郡宮田村（のちの同県揖保郡勝原村字宮田、現在の同県姫路市勝原区宮田）の富農の家に生まれる。名の知られた兄弟姉妹に、姉こすみ（製粉業井上寅之助の妻）、姉かじ（増進堂・受験研究社創立者岡本増次郎の妻）、弟捨蔵（のちに立川文明堂共同経営）がいる。
1888年（明治21年）、父が堂島米会所での米相場で失敗して財産を失い、通っていた勝原村立育英小学校（その後合併等を経て現在の姫路市立旭陽小学校）を中途退学させられて奉公に出る。1893年（明治26年）、貧困のなか姉こすみが製粉業井上寅之助と結婚したことを機にかんぴょうの販売に打ち込み、4年後の1897年（明治30年）、築いた財産で姉の嫁入り道具を井上家に納入した。1898年（明治31年）、井上が同県飾磨郡津田村（現在の同県姫路市飾磨区）に設置した水車小屋で働き、再び貯蓄をなす。その後、大阪の古書店経営者岡本増次郎の妻となっていた姉かじの誘いで、岡本が「岡本増進堂」（現在の増進堂・受験研究社、所在地は現在の大阪市西区新町2丁目）を古書店から新刊書の取次を始めるころに、同店の従業員となり、貸本屋への卸業務等を務め、書籍業界・出版業界について学ぶ。
満26歳を迎える1904年（明治37年）、大阪市東区唐物町（現在の同市中央区南本町）に出版取次業「立川文明堂」を創業する。国立国会図書館蔵書には、その前年の1903年（明治36年）に立川の個人名義で出版している『大阪名所案内』が存在することから、当初から事業を出版業に拡大することは視野にあったようである。このころ妻・朝尾と結婚する。

### 立川文庫の時代
1909年（明治42年）、社を大阪市東区博労町（現在の同市中央区博労町）に移転する。1911年（明治44年）、小型四六判の「講談文庫本」出版企画を携えた講談師玉田玉秀斎と山田阿鉄（山田酔神）が26日間毎日交渉に現れ、立川は6か条の覚書を取り交わす条件下で企画を呑む。覚書は「新作であること」「分量は、1冊あたり20字詰20行原稿用紙で300枚」「原稿料は、1冊14円、原稿用紙は作者負担」「定価は25銭」「売上の悪い作者は休養」「版権は立川文明堂のもの」との旨であった。同企画は、玉秀斎が講釈する講談を、阿鉄、その弟の山田唯夫を始めとする「日吉屋講談本製造工場」のメンバーが集団で執筆するというものであった。同年10月、『立川文庫第一編 諸国漫遊 一休禅師』を発売する。第2篇『諸国漫遊 水戸黄門』、第4篇『荒木又右衛門』、第6篇『岩見重太郎』、第9篇『宮本武蔵』と連打し、爆発的な好評を呼んだ。またこのころ、義兄井上寅之助の長男井上文成が井上盛進堂を設立するのを支援する。1913年（大正2年）12月20日、『立川文庫第四十編 真田三勇士 忍術名人 猿飛佐助』を発売、マンネリを打破するとともに、「猿飛佐助」のキャラクターを誕生させた。『猿飛佐助』の人気はすさまじく、翌1914年（大正3年）2月15日には「復刻版」が出ている。
1923年（大正12年）、社を同市南区安堂寺橋通（現在の同市中央区南船場）に移転する。1919年（大正8年）には玉秀斎が亡くなっており、「立川文庫」は収束の方向に向かった。「立川文明堂」の事業は、実弟の立川捨蔵に経営参加させ、学習参考書・教科書出版にシフトした。
1932年（昭和7年）1月9日、死去した。満53歳没。

## ビブリオグラフィ

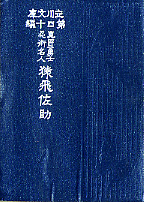
『立川文庫第四十編 真田三勇士 忍術名人 猿飛佐助』（1913年）。

国立国会図書館蔵書のうち「立川文庫」を除いた「立川熊次郎」の名が明記された書籍の一覧である。
- 『大阪名所案内 附畿内名勝記』、有終館編輯部、1903年 - 立川熊次郎個人として出版
- 『日英手紙之文』、英語研究会、1906年 - 立川熊次郎個人として出版
- 『最新實測大阪市街全圖 明治三十九年一月改版』、地理専攻會、1906年 - 立川熊次郎個人として出版
- 『改正日本法律全書』、編集立川熊次郎、出版立川文明堂、1907年 - 編集
- 『袖珍軽便 改正日本六法』、編集立川熊次郎、出版立川文明堂、1907年 - 編集
- 『新案裁縫全書』、裁縫講習會、1908年 - 立川熊次郎個人として出版
- 『新撰はがき用文』、山田霞城、1908年 - 立川熊次郎個人として出版
- 『和洋實用家庭料理法』、編集割烹講習會、1908年 - 立川熊次郎個人として出版
- 『海上衝突予防法解説』、田中久男、1914年 - 立川熊次郎個人として出版
- 『近畿名所一日の遊覧 附皇陵巡拝案内』、野田彩霞、1919年 - 立川熊次郎個人として出版
- 『朱熹集註孟子』、秋梧散史、1922年 - 立川熊次郎個人として出版